# Гольдман, Александр Генрихович
Александр Генрихович Гольдман (1884—1971) — советский физик.

## Биография
Родился в еврейской семье врача. В 1914—1918 гг. работал в Главной палате мер и весов и преподавал в Политехническом институте. В 1918—1930 гг. — в Киевском политехническом институте (с 1921 г. — профессор) и в 1929—1938 гг. — профессор Киевского университета.
В 1923 г. организовал Киевскую научно-исследовательскую кафедру физики и был её руководителем до 1929 г., когда она была преобразована в Киевский научно-исследовательский институт физики. В 1929—1938 гг. был директор этого института.
Арестован органами НКВД УССР 22 января 1938 г. Решением Особого совещания при наркоме ВД СССР был признан виновным и отравлен в ссылку в Казахстан. В 1944—1952 гг. — профессор Педагогического института в Вологде, в 1952—1956 гг. — в Балашове, 1956 — в Ростове-на-Дону. Реабилитирован 20 июня 1956 г.. С 1959 г. — зав. лабораторией Института физики АН УССР.

## Научная деятельность
Работы по физике диэлектриков и полупроводников, электролюминесценции, истории физики. Изучал фотогальванический эффект, процессы в твердотельных фотоэлементах, явления выпрямления в полупроводниках, на контакте металл — полупроводник, закономерности вентильного эффекта.
Осуществил исследования инфракрасной люминесценции закиси меди и электролюминесценции некоторых сложных соединений, в частности получил и изучил объёмную электролюминесценцию, сопровождающуюся эмиссией «горячих» электронов.
Сыграл большую роль в организации физических исследований в УССР. Академик АН УССР (1929).